# Charles L. Mee
Charles L. Mee (* 15. September 1938 in Evanston, Illinois) ist ein US-amerikanischer Schriftsteller.

## Leben
Mee erkrankte 1953 an Kinderlähmung. In seiner Autobiografie A Nearly Normal Life beschreibt er den Krankheitszustand. Mee, der sich auch als Historiker betätigte und ein Buch über die Potsdamer Konferenz veröffentlicht hat, verzichtet auf das Copyright an seinen Stücken, die er auf seiner Website kostenlos zugänglich macht. Seine Stücke, The Imperialists at the Club Cave Canem, Full Circle, The Trojan Women: A Love Story, Snow in June, True Love, bobrauschenbergamerica, A Perfect Wedding, Viena Lusthaus, Orestes 2.0, The Investigation of the Murder in El Salvador, Fetes de la Nuit, Summertime und Wintertime, stellt er anderen Autoren als Grundlage zur eigenen Verwendung zur Verfügung.

## Werke auf Deutsch
- Die Teilung der Beute: Die Potsdamer Konferenz 1945. Fritz Molden, Wien 1975, ISBN 3-453-48060-0 (englisch: Meeting at Potsdam. Übersetzt von Renata Mettenheimer).
- Halbgötter der Geschichte: Sieben historische Begegnungen. Deutsche Verlags-Anstalt, Stuttgart 1995, ISBN 3-421-05015-5 (englisch: Playing God: Seven Fateful Moments When Great Men Met to Change the World. Übersetzt von Sylvia Höfer).